# Sint-Amanduskerk (Ingelmunster)
Op het marktplein te Ingelmunster, een gemeente in West-Vlaanderen, staat de Sint-Amanduskerk. Dit is een neoclassicistische katholieke kerk met laatbarokke toren die in de vroege middeleeuwen werd opgericht als onderdeel van het klooster. De huidige pastoor E.H. Christophe Petit (° 1969) verzorgt de diensten. Hij volgde de in 2005 overleden E.H.Wilfried Lebbe op.
Deze kerk is een beschermd monument.

## Geschiedenis
De kerk werd gebouwd in opdracht van de Heilige Amandus naast het klooster. De kerk is meerdere keren herbouwd.
In 1566 trokken de beeldenstormers door de kerk en verwoestten ongeveer alles wat er te vinden was. De kerk werd heropgebouwd met de toren in het midden.
Die toren werd echter in 1739 om nog onbekende redenen afgebroken. Men bouwde een nieuwe vooraan de kerk. Dit is de huidige toren. Het jaartal van de bouw van de toren is nog altijd te zien. Verder staat ook een wapenschild en een klok op de toren.
De grote deuren van de kerk werden gemaakt in 1678. Deze datum is nog altijd te zien in de deuren.

## Grondplan
De kerk bestaat uit een middenschip met aan beide zijden een zijbeuk. Die zijbeuken lopen niet verder door tot in het koor. Onder de toren heb je de inkomhal.

## Bezienswaardigheden
In de kerk hangen twee kunstschatten: een schilderij van de patroonheilige Sint-Amandus rechts vooraan, en links vooraan een schilderij van O.L. Vrouw van de Zeven Weeën.

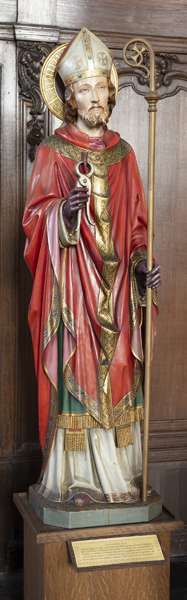
Beeld van de H. Livinus
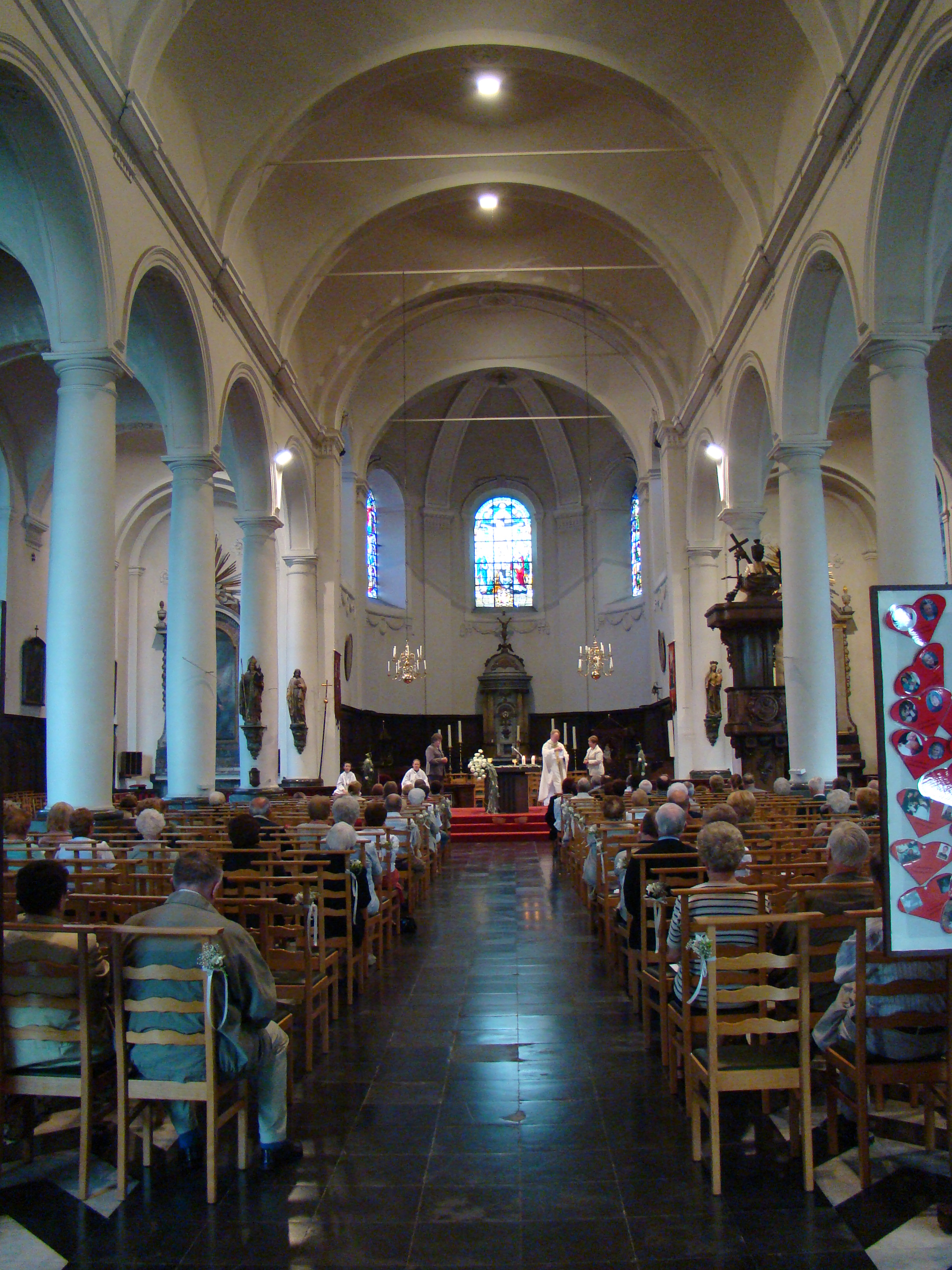
Interieur (2007)
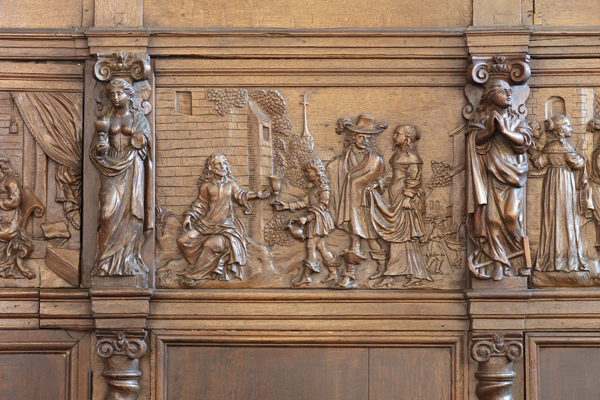
Houtsnijwerk
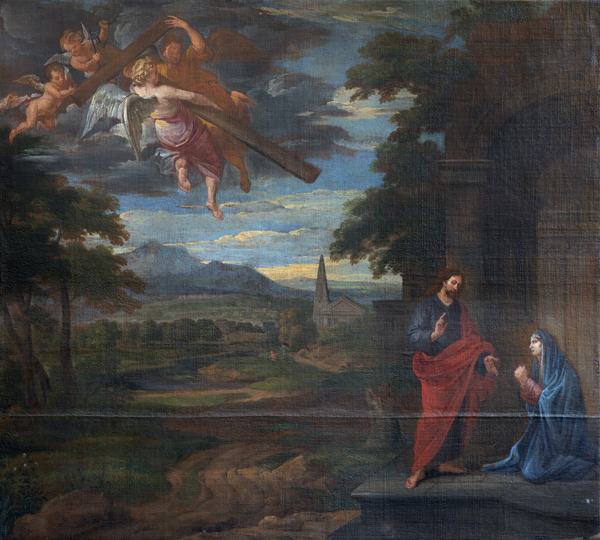
Maria verneemt de Passie van Christus
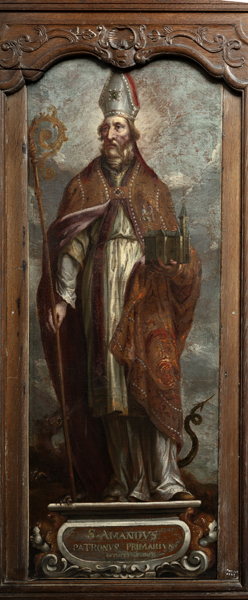
Schilderij van Sint Amandus